# Tour du Papegaud
La tour du Papegaud est une tour carrée médiévale située à Fougères, au nord-ouest de l'église Saint-Léonard, et faisant partie de l'enceinte urbaine du bourg-neuf. Elle appartient aux remparts sud et ouest de la ville qui, longeant la vallée inférieure du Nançon, courent du rocher de la Couarde où trône le château de Fougères au coteau Saint-Léonard qu'occupe la ville-close. Avec la porte Notre-Dame et la tour Nichot, elle constitue l'un des rares ouvrages de défense agrémentant les courtines méridionale et occidentale de la ville, naturellement protégées par le Nançon et des escarpements rocheux.

## Histoire
Probablement édifiée au XIIIe siècle, la tour du Papegaud (ou des Arbalétriers) tire son nom du jeu du Papegai. Plutôt qu'un oiseau, la tour semble avoir porté un pantin, cible servant pour l'exercice du tir à l'arbalète. Plus tard, sous l'ancien régime, la communauté des chirurgiens en fit l'acquisition. Ces derniers exerçaient au tout proche Hôpital Saint-Nicolas, détruit en 1865, et dont l'emplacement est partiellement occupé de nos jours par la bibliothèque municipale. En 1781, la tour fut achetée par le général d'artillerie François René Jean de Pommereul avant que d'être confisquée et vendue par suite de l'inscription de son propriétaire sur la liste des émigrés. Propriété communale après être passée entre plusieurs mains, cette tour, aujourd'hui fortement arasée, a été inscrite à l'inventaire supplémentaire des Monuments historiques par arrêté du 15 décembre 1926.

## La tour du Papegaud, haut lieu romanesque
La tour du Papegaud (orthographiée Papegaut) apparaît à plusieurs reprises dans le roman Les Chouans de Balzac. Décrite au début du troisième chapitre (Un jour sans lendemain), elle sert d'assise à la maison occupée par l'héroïne Marie de Verneuil, lieu où se dénouera tragiquement l'intrigue pour elle et le marquis de Montauran. Si cette maison n'a jamais existé, l'environnement, précisément décrit par l'auteur, reste grandement appréhendable en dépit des modifications opérées depuis deux siècles. La vallée tortueuse du Nançon, la Promenade aujourd'hui intégrée au jardin public, l'église Saint-Léonard bien que désorientée et agrandie, l'escalier de la duchesse Anne, autant de lieux qui permettent de mieux cerner le déroulement de l'action. La description détaillée de la ville et de ses abords par Balzac repose sur une connaissance réelle du milieu topographique. Le romancier fut en effet reçu à l'hôtel Bertin de la Hautière de septembre à octobre 1828 par Gilbert de Pommereul, ancien ami de son père. Logé rue du marché, à deux pas de l'église Saint-Léonard, Balzac visita alors les monuments majeurs de la ville, guidé par la femme de son hôte, fils de l'ancien propriétaire de la tour du Papegaud.